# Girdle Ness fyr
Girdle Ness fyr är en fyr på en udde sydost om floden River Dees mynning i Nordsjön i Aberdeen i Skottland.
Behovet av en fyr påtalades av hamnkaptenen i Aberdeen efter att valfångstfartyget Oscar förolyckats utanför hamnen den 1 april 1813 och mer än 40 personer dog. Fyren ritades av ingenjör Robert Stevenson och byggdes av byggmästare James Gibb från Aberdeen.
Fyren tändes för första gången år 1833. Den hade två fyrlyktor med fast vitt sken, en från ett galleri  cirka en tredjedel upp i tornet och en i en lanternin på toppen. Den nedre fyrapparaten, som  bestod av 13 reflektorer med var sin oljelampa, släcktes år 1890.
Den ursprungliga lanterninen, som var för liten för en Fresnellins av första storleken, ersattes med en större år 1847 när fyrapparaten byttes ut och den gamla flyttades till Inchkeith fyr i närheten av Edinburgh. På 1880-talet installerades en mistlur på platsen.
Intill fyren finns två radiomaster som användes för positionsbestämning med hjälp av differentiell GPS från mitten av 1990-talet till den 31 mars 2022. Från radiofyren sändes  bokstäverna CD ut i morsekod.

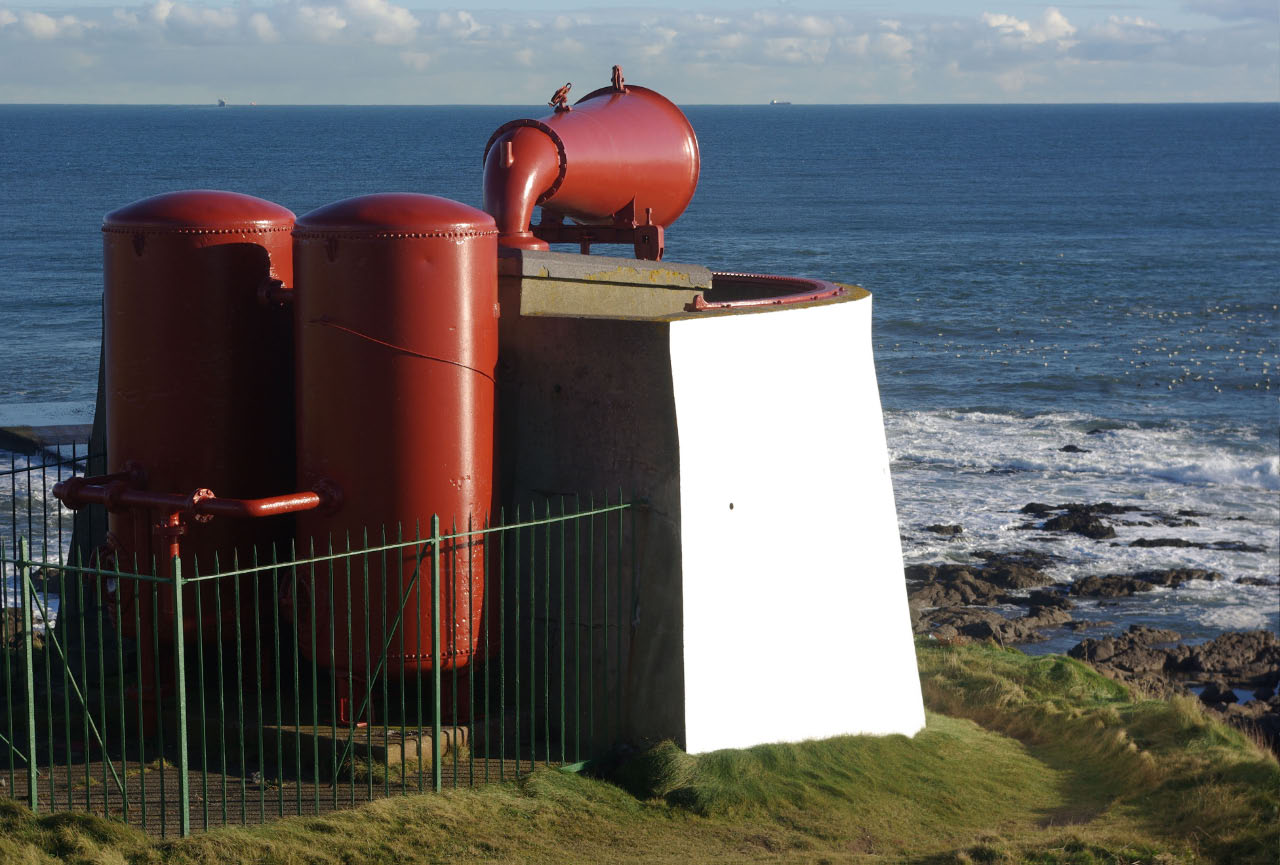
Mistluren "Torry Coo".

Mistluren, som i folkmun kallas "Torry Coo" togs ur funktion år 1987. Den hotades av rivning år 2003, men räddades av staden Aberdeens myndigheter.
Fyren automatiserades och avbemannades år 1991 och styrs från 
Northern Lighthouse Boards huvudkontor i Edinburgh. Fyrvaktarbostäderna är privatägda och fyrplatsen är stängd för allmänheten, men kan ses från vägen.